# Весела Поляна
Весела Поля́на (рос. Весёлая Поляна, башк. Веселая Поляна) — присілок у складі Бакалинського району Башкортостану, Росія. Входить до складу Старокостеєвської сільської ради.
Населення — 5 осіб (2010; 11 у 2002).
Національний склад:
- росіяни — 82 %